# Elymus scabrus
Elymus scabrus är en gräsart som först beskrevs av Robert Brown, och fick sitt nu gällande namn av Áskell Löve. Elymus scabrus ingår i släktet elmar, och familjen gräs. Inga underarter finns listade i Catalogue of Life.